# Meineckia capillipes
Meineckia capillipes är en emblikaväxtart som först beskrevs av Sidney Fay Blake, och fick sitt nu gällande namn av Grady Linder Webster. Meineckia capillipes ingår i släktet Meineckia och familjen emblikaväxter. IUCN kategoriserar arten globalt som sårbar. Inga underarter finns listade i Catalogue of Life.